# Israeli Elite Force
Israeli Elite Force (iEF) je hacktivistická skupina založená dva dny před akcí OpIsrael, 5. dubna 2013, která je zodpovědná za řadu významných počítačových útoků a rozsáhlý internetový vandalismus. Jejími cíli jsou poskytovatelé internetového připojení, registrátoři domén, komerční webové stránky, vzdělávací instituce a vládní agentury. Jádro skupiny tvoří: mitziyahu, Buddhax, amenefus, bl4z3, r3str1ct3d, Mute, Cyb3rS74r, Oshrio, Aph3x, xxtr, Kavim, md5c, Cpt|Sparrow, gal-, gr1sha, nyxman a TheGodOfHell.
Skupinu vede Mitziyahu, který se označuje za koordinátora, nikoli za vůdce. V rozhovorech pro The Daily Beast, izraelský Kanál 2 a další uvedl, že posláním iEF je získat zpět důvěru izraelských občanů v jejich hackery.

## OpIsrael
OpIsrael byl koordinovaný kybernetický útok protiizraelských skupin a jednotlivců proti webovým stránkám, které považovali za izraelské, především prostřednictvím útoků denial of service. Jeho cílem bylo „vymazat Izrael z internetu“ a byl načasován na 7. dubna 2013, tedy na předvečer dne Jom ha-šo'a. Israeli Elite Force se začaly formovat již dva dny před útokem a vyřazovaly webové stránky.

## OpBirthControl - OpIsraelBirthday
Po naplánování akce OpIsraelBirthday protiizraelskými týmy 7. dubna 2014 zahájil iEF akci OpBirthControl, ke které se připojilo několik skupin a jednotlivců.
Při této akci se skupina rozhodla zaměřit na odhalování účastníků protiizraelských hackerských akcí. Hacker iEF Buddhad zveřejnili dokument PDF se seznamem hackerů a jejich osobními údaji včetně fotografií pořízených z jejich počítačů. Dokument PDF vyvolal „rozruch“. Twítoval o něm známý hacker The Jester a herečka Roseanne Barrová, a mluvilo se o něm v médiích. Skupina také zveřejnila 45 000 uživatelských jmen a hesel vládních úředníků na ministerstvu zdravotnictví v Gaze.